# 鈴木コウタ
鈴木 コウタ（すずき こうた、1983年7月30日 - ）は、日本の男性声優、俳優。フリーランス。
旧芸名は鈴木 考太。V.S UNIONという声優ユニットや、演劇ユニット「スキマニ」としての活動とともに「ことだま屋本舗☆ リーディング部」ではプロデューサーを務める。

## 経歴
以前はATプロダクション（テアトルアカデミー）に所属していた。フリー期間を経て、2013年4月より尾木プロ THE NEXT所属。2016年に尾木プロ THE NEXTを退所し2017年、自身が代表取締役を務める株式会社スィンクエンターテインメントを設立。
2023年5月8日、アミュレートへの所属を発表。

## 出演
太字はメインキャラクター。

### テレビアニメ
2005年
- 韋駄天翔（シャークトゥース四天王 ミズクラゲのミツル）
- こいこい7（男子生徒）

2006年
- スクールランブル 二学期（男子生徒A）
- 僕等がいた（亮、生徒）
- ワンワンセレプー それゆけ!徹之進（レトリバー、サメ、司会者、タックル、肥満犬B）

2007年
- ウエルベールの物語 〜Sisters of Wellber〜（2007年 - 2008年、色男、馬車のオヤジ、主人、手下、衛兵、野盗A、店主、客、ジーク）- 2シリーズ
- この青空に約束を―〜ようこそつぐみ寮へ〜（内山雅文、萩原、実行委員B）

2009年
- 東京マグニチュード8.0

2023年
- B-PROJECT〜熱烈*ラブコール〜（若手俳優）

### ゲーム
- エウレカセブン NEW VISION（2006年、ナタバチ弟）
- GALAXY ANGEL II 絶対領域の扉（2006年、兵士）
- 牧場物語 ようこそ!風のバザールへ（2008年、フェリックス）
- 黒い砂漠（2023年、バリーズ三世、チェイサル、他）
- ファミコン探偵倶楽部 笑み男（2024年、通りがかりのおじいさん）
- 魔導物語 フィアと不思議な学校（2024年、ガレルド[5]）
- モバイルレジェンド（2024年、チップ）
- 岩倉アリア（2024年、スイの父）
- 未定事件簿（2024年、葛原武文、他）
- メモリーズオフ 双想 〜Not always true〜（2025年、一葵の父）
- 天地の如く（臥龍・諸葛亮、他）
- 獅子の如く（織田信長、他）

### ドラマCD
- 高校デビュー（2005年）
- 吟遊黙示録マイネリーベ（2005年、マスター）
- ガールフレンド / ボーイフレンド（2007年、同級生A、立川京一）
- 呪術廻戦 渋谷事変3巻Blu-ray&DVD特典ドラマCD（2024年、鶴瓶加也）

### 吹き替え

#### ドラマ
- 刑事モースオックスフォード事件簿 シーズン9（2023年、トマホーク、他）
- スター・ウォーズ：アソーカ
- シュリンキング:悩めるセラピスト（2024年、ルイス・ウィンストン〈ブレット・ゴールドスタイン〉）
- やがて、霧立ち込めて（2024年、アルムの父）
- ハッピーフェイス（2025年、キャラウェイ、アッシュ、他）
- 離婚保険（2025年、ハンドゥルの父〈ソ・ミョンチャン〉）
- 卒業旅行inマヨルカ島（2025年、ベラの父、他）
- シーザー・ミランの愛犬レスキュー
- ちびっこマダガスカル2（リル・バー）

### テレビドラマ
- 牟田刑事官事件ファイル33（2007年、刑事）
- 仮面ライダーキバ（2008年、MC）
- つばさ（2009年、ディレクター）

### テレビ番組
- NHK高校講座（NHK教育テレビ）
  - 家庭総合（2008年4月 - 2011年3月） - 司会
  - ベーシック10 season1 - 3（2009年4月6日 - 17日） - 鈴木刑事、テンパリ君（声）
  - チョー基礎から始めよう！ベーシック数学（ネコリポーター）
  - チョー基礎から始めよう！ベーシック英語（ドラマクリップ）
- next PC life（2008年、tvk） - リポーター

### CM
- サントリー「極キレ」（ナレーション）
- 岡山トヨペット（ナレーション）
- スマートフォンアプリ『絵PHONE箱』（ナレーション）
- マンダム「Gatsby〜変身篇」（AD 役）
- ジョージア「GEAR」（ナレーション）
- 王子製紙「ネピア」（ナレーション）
- ゴルフトゥデイ（ナレーション）

### ラジオ
※はインターネット配信。
- V.S UNION Network+（2011年 - ？、HiBiKi Radio Station※）
- Say!アニ電波局（2017年、FM-FUJI）

### 舞台
- ことだま屋本舗EXステージ『クロボーズ』（2016年11月27日、明智光秀 他）
- ことだま屋本舗EXステージvol.2『戦国新撰組』（2017年6月25日、明智光秀）
- ことだま屋本舗EXステージvol.3「ことだま屋×Z」（2018年3月17日 - 18日）
  - 『ヴァンパイア・サバイバー』（ブランドン）
  - 『サマーヒーロー』（龍造寺陣）
- ことだま屋本舗EXステージvol.4（2018年6月24日）
  - 『戦国新撰組-結-』（明智光秀）
  - 『さんばか』（半眼）
- ことだま屋本舗EXステージvol.5「ことだま屋×Z PART2」（2018年9月15日 - 16日）
  - 『闇狩人Δ』（間武士）
  - 『レオナルド危機一髪』（パードレ）
- ことだま屋本舗EXステージvol.6『アウターゾーン リ：ビジテッド』（2018年11月10日）
- ことだま屋本舗EXステージvol.7「ことだま屋×Z4」（2019年5月2日 - 6日）
  - 『アウターゾーン リ：ビジテッド』
  - 『闇狩人Δ』（間武士）
  - 『宇宙人プルカ』
  - 『週末は武道館で君と。』
- ことだま屋本舗EXステージvol.8（2019年6月23日）
  - 『レオナルド危機一髪』（パードレ）
  - 『さんばか』（蔦屋重三郎）
- ことだま屋本舗EXステージvol.9 『SEVEN EDGE』（2019年9月22日・23日、楡）
- ことだま屋本舗EXステージvol.10『サマーヒーロー』（2019年11月10日）
- ことだま屋本舗EXステージ配信トライアル公演『闇狩人Δ』（2021年1月27日、間武士）
- ことだま屋本舗「EXステージ×コミックファイア」『英雄王、武を極めるため転生す 〜そして、世界最強の見習い騎士♀〜』（2021年3月6日、イングリス王）
- ことだま屋本舗☆リーディング部その12『怪人スカウト2021』（2021年9月4日・5日、戦闘員1、三密怪人ニューノマール、巣ごもり怪人キガメイール、総督、ナレーション 他）
- ことだま屋本舗☆リーディング部その13（2022年8月20・21日）
  - 『かくれんぼ』（宇息斎法螺吹、斉藤）
  - 『夏の揺らめく煙に想ふ』（バン、係員）
  - 『怪人スカウトGK』（戦闘員1、パワハラ怪人アツリョクカケール、マトゥマル先輩、欺き怪人アヤツリマクール、総督 他）
- Hyo-eeN！vol.8「Listen/Library V」（2025年1月25日、シアターモリエール[6]）

## ディスコグラフィ

### 参加楽曲
| 発売日         | 商品名                                       | 歌        | 楽曲 | 備考 |
| -------------- | -------------------------------------------- | --------- | --- | ---- |
| 2007年10月21日 | 白銀の勇者バルキリス                         | V.S UNION | 「白銀の勇者バルキリス」 「永遠の絆」 「ジェイルブレイカーズ」                                                            |      |
| 2010年10月10日 | 咆えろ！ガイレオン／荒野ニ咲ク花、ブリキノ翼 | V.S UNION | 「咆えろ！ガイレオン（fang ber.）」 「荒野ニ咲ク花、ブリキノ翼」 「咆えろ！ガイレオン（early ver.）」                     |      |
| 2014年1月12日  | 超鋼英雄伝                                   | V.S UNION | 「ブルースファイア ガッツ！」 「Stellar Plane」 「Relive」 「GET THE VICTORY」 「虹の轍」 「っシゃあ!!!〜勇者の遺伝子〜」 |      |